# Václav Wallis
Václav Wallis (* 11. srpen 1944) je bývalý český rozvědčík.
Vystudoval pražskou VŠCHT a v roce 1968 nastoupil ke Sboru národní bezpečnosti, kde se stal tajemníkem organizace Socialistického svazu mládeže při ministerstvu vnitra, starším referentem specialistou III. odboru kontrarozvědky a rezidentem ve Spojeném království. Po listopadu 1989 pracoval ve Federální bezpečnostní informační službě. V prosinci 1992 byl zatčen a obviněn z prodeje utajovaných informací majiteli Harvardských fondů Viktoru Koženému. V dubnu 1994 ho plzeňský okresní soud odsoudil na 37 měsíců odnětí svobody za zneužití pravomoci veřejného činitele. V srpnu téhož roku byl propuštěn. V roce 1997 začal nový proces, v roce 2001 byl zproštěn obžaloby pro nedostatek důkazů.